# Andrew Maynard
Andrew Lester Maynard (8 aprile 1964) è un ex pugile statunitense.

## Palmarès
Olimpiadi
- 1 medaglia:
  - 1 oro (pesi mediomassimi a Seul 1988).

Giochi panamericani
- 1 medaglia:
  - 1 bronzo (pesi mediomassimi a Indianapolis 1987).